# 51 Eridani
51 Eridani, som är stjärnans Flamsteed-beteckning, är en trippelstjärna belägen i den norra delen av stjärnbilden stjärnbilden Eridanus, som också har Bayer-beteckningen c Eridani. Den har en skenbar magnitud på ca 5,22 och är svagt synlig för blotta ögat där ljusföroreningar ej förekommer. Baserat på parallaxmätning inom Hipparcosuppdraget på ca 34,0 mas, beräknas den befinna sig på ett avstånd på ca 96 ljusår (ca 29 parsek) från solen. Den rör sig bort från solen med en heliocentrisk radialhastighet av ca 13 km/s. Stjärnan ingår i rörelsegruppen Beta Pictoris.

## Egenskaper
51 Eridani är en gul till vit underjättestjärna av spektralklass F0 IV. Den har en massa som är ca 1,8 solmassor, en radie som  är ca 1,5 solradier och utsänder ca 6,7 gånger mera energi än solen från dess fotosfär vid en effektiv temperatur av ca 7 300 K. En kall stoftskiva med en trolig inre gräns på 82 astronomiska enheter (AE) har observerats kring stjärnan.

### GJ 3305
51 Eridani har som följeslagare en dubbelstjärna med benämningen GJ 3305, som har gemensam egenrörelse genom rymden, vilket gör den till en trippelstjärna totalt sett. Den är därför gravitationellt förbunden, även om den är separerad med 66 bågsekunder motsvarande 2 000 AE. Det är en dubbelstjärna med två röda dvärgar av spektraltyp M. Primärstjärnan har en massa på 0,67 ± 0,05 och sekundärstjärnan 0,44 ± 0,05 solmassor. Dessa stjärnor är själva separerade med en halv storaxel på 9,78 ± 0,14 AE och har en excentricitet på 0,19 ± 0,02.
Stjärnan är av betydelse som värdstjärna till en av de första exoplaneterna i bred omloppsbana som har direktavbildats och den första som upptäcktes av Gemini Planet Imager.

## Planetsystem
51 Eridani b är en ung Jupiterliknande exoplanet som fotograferades i infrarött ljus, den 21 december 2014. Studien visar att metan och vatten är rikligt i förekommande i planetens atmosfären  och dess massa var endast obetydligt större än Jupiters. Det är den minsta exoplaneten som direktavbildats hittills (2020).